# السكب
السّكب، هو أول حصان كان لرسول الله، وأغار عليه يوم أحد. أبتاعه في المدينة المنورة من رجل من بني فزاره بعشر أواق وكان اسمه عند الأعرابي: «الضرس»، وكان كميتا أغر محجلا، وفي رواية عن ابن عباس: أنه كان أدهم.

## خلفية
السّكب -بفتح السين المهملة، وسكون الكاف بعدها باء موحدة- هو أول حصان كان لرسول الله، وأغار عليه يوم أحد.
قال عز الدين علي بن محمد الأثير: كان أدهم، ويؤيده ما رواه الطبراني: «عن ابن عباس رضي الله تعالى عنهما قال: كان لرسول الله ﷺ فرس أدهم يسمى السكب». قال أبو منصور عبد الملك بن محمد الثعالبي: «إذا كان الفرس خفيف الجري سريعه فهو فيض، وسكب، شبه بفيض الماء وإسكابه، وبه سمي أحد أفراس رسول الله ﷺ». 
روى ابن سعد «عن محمد بن يحيى بن سهل عن أبي حثمة، عن أبيه قال: أول فرس ملكه رسول الله ﷺ فرس ابتاعه بالمدينة من رجل من بني فزارة بعشر أواق، وكان اسمه عند الأعرابي: «الضرس»، فسماه النبي ﷺ السكب، فكان أول ما غزا عليه أحدا، ليس مع المسلمين فرس غيره». وقال أيضا: وفرس لأبي بردة بن نيار يقال له: ملاوح، وروى أيضا عن يزيد بن حبيب قال: «كان لرسول الله ﷺ فرس يدعى السكب». وروى أيضا عن علقمة بن أبي علقمة قال: «بلغني أن اسم فرس رسول الله ﷺ: السكب، وكان أغر محجلا طلق اليمين»، قال محمد بن حبيب البغدادي في كتابه في أخبار قريش: كان السكب أغر محجلا، مطلق اليمين، وذكر هو وابن عبدوس أنه كان كميتا قال: وكان هو الذي يتمطى عليه ويركب.